# Phalium bandatum
Phalium bandatum là một loài ốc biển, là động vật thân mềm chân bụng sống ở biển trong họ Tonnidae.

## Hình ảnh

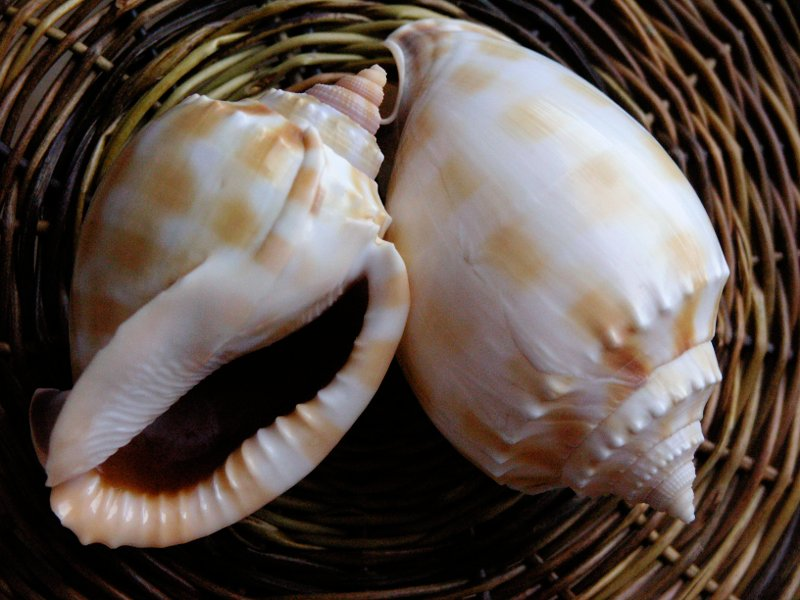
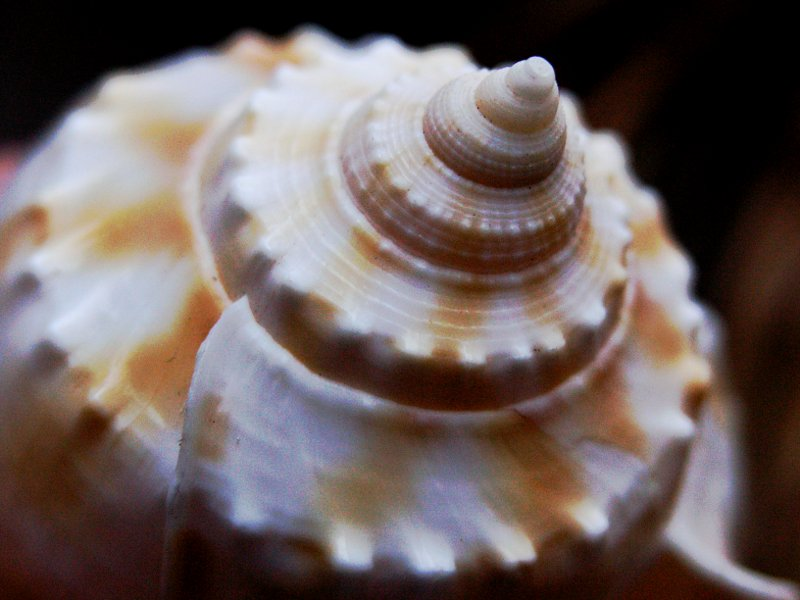